# Żwadnik
Żwadnik – wieś w Polsce położona w województwie lubelskim, w powiecie ryckim, w gminie Kłoczew.
Wieś w ziemi stężyckiej w województwie sandomierskim w XVI wieku była własnością wdowy po Mikołaju Samborzeckim. 
W latach 1975–1998 miejscowość administracyjnie należała do województwa siedleckiego.